# Andorra közlekedése
Andorra tengerparttal nem rendelkező ország Európában, Spanyolország és Franciaország között a Pireneusokban. Közlekedési infrastruktúrája nagyrészt közút alapú.

## Vasúti közlekedés

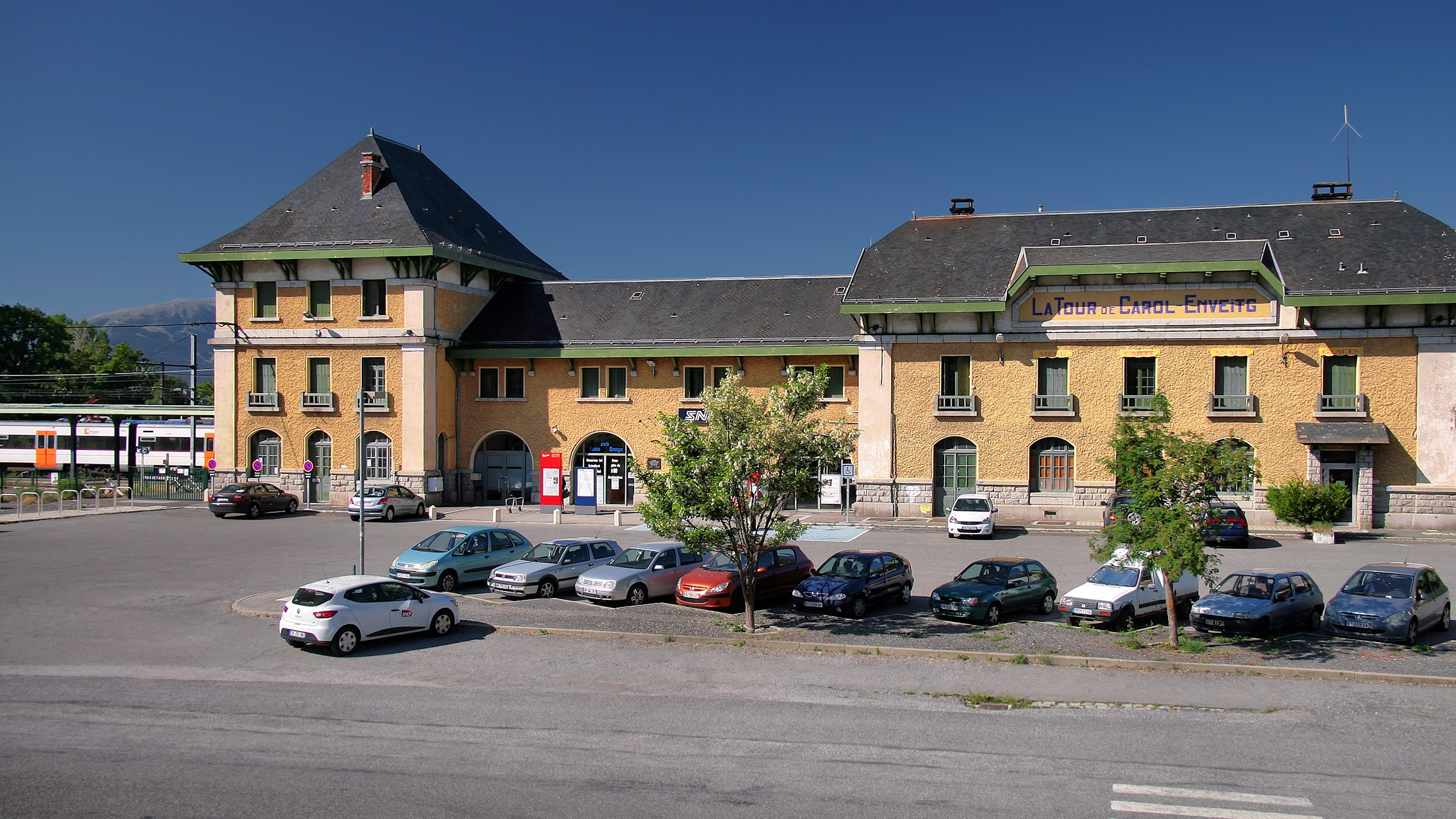
Andorrához legközelebb a Gare de Latour-de-Carol - Enveitg nevű vasútállomás helyezkedik el

Andorrának nincs vasútja, de a Latour-de-Carol és Toulouse közötti vasútvonal, amely Toulouse-ban csatlakozik a francia TGV-hálózathoz, mindössze 2 kilométerre halad el az andorrai határtól.
A Gare d’Andorre - L’Hospitalet franciaországi vasútállomás buszjárattal kapcsolódik Andorra la Vella városához. Korábban buszjárat közlekedett Latour-de-Carolba, amelyet mind az SNCF toulouse-i vonala, mind a spanyol (Renfe) barcelonai vonala kiszolgál.
A kormány 2004-ben új tömegközlekedési rendszert, a „Metro Aeri”-t javasolta, de azt még nem építették meg. Ez egy emelt kábeles metrórendszer lett volna, amely a város folyója felett siklott volna.

## Légi közlekedés
Andorra határain belül nincsenek repülőterek fix szárnyú repülőgépek számára, azonban La Massana (Camí Heliport), Arinsal és Escaldes–Engordany településeken vannak helikopter-lesazállópályák, amelyek kereskedelmi helikopter-szolgáltatásokat nyújtanak.
Andorrának egy repülőtere van, az egy kifutópályás Andorra–La Seu d’Urgell repülőtér,  ami azonban nem az ország területén, hanem Katalóniában, a kelet- spanyolországi Montferrer i Castellbò településen található, és a miniállam mellett La Seu d’Urgell városát is kiszolgálja. A létesítmény 12 km-re délre van Andorrától.
A legközelebbi repülőterek Perpignanban, Franciaországban (156 km-re Andorrától) és Lleidában, Spanyolországban (160 km-re Andorrától) találhatók. A legnagyobb közeli repülőterek Toulouse-ban, Franciaországban (165 km-re Andorrától) és Barcelonában, Spanyolországban (215 km-re Andorrától) találhatók. Barcelona és Toulouse repülőtereiről óránként indulnak buszjáratok Andorra felé.